# Māhī Dasht
Māhī Dasht (persiska: ماهی دشت) är en ort i Iran.   Den ligger i provinsen Kerman, i den sydöstra delen av landet, 1 000 km sydost om huvudstaden Teheran. Māhī Dasht ligger 693 meter över havet och antalet invånare är 257.
Terrängen runt Māhī Dasht är platt. Runt Māhī Dasht är det glesbefolkat, med 14 invånare per kvadratkilometer. Närmaste större samhälle är Fahraj, 4,0 km öster om Māhī Dasht. Trakten runt Māhī Dasht är ofruktbar med lite eller ingen växtlighet.